# Hedysarum coronarium
Hedysarum coronarium (солодушка вінцева) — вид рослин родини бобові (Fabaceae), поширений у Середземномор'ї. Етимологія: лат. coronarius — «для вінків».

## Морфологія
Багаторічна трав'яниста рослина з висотою зростання між 30 і 150 см. Утворює стрижневий корінь, посухостійкий. Довжиною до 15 см листя непарноперисте з 5–11 листовими фрагментами, які еліптичні, овальні або оберненояйцевидні й 1,5–4 см завдовжки. Суцвіття 5–15 см в довжину і складаються з до 40 від винно-червоного до фіолетового кольору квітів. Рідко трапляється альбіносна форма з білими пелюстками. Коричневі стручки з 1–4 чітко відокремлених один від одного сегментів. У кожному сегменті є 1 темна насінина.

## Поширення, біологія
Країни поширення: Алжир [п.]; Марокко; Туніс; Іспанія [пд. і Балеарські острови]; Гібралтар. Росте від рівнини до невисоких гір, населяє трав'янисті необроблювані галявини, краї ґрунтових доріг і канави, в основному глинисті ґрунти до 1200 м. Вирощування: Австралія, Індія, Бразилія, Іспанія та ін. адаптується до районів м'якого клімату.

## Використання
Вирощується головним чином як кормова рослина; іноді — як декоративна в садах. В Італії вирощується як медоносна трава. У Новій Зеландія її саджають як рослину узбіч доріг і для захисту від ерозії ґрунту.  

## Галерея

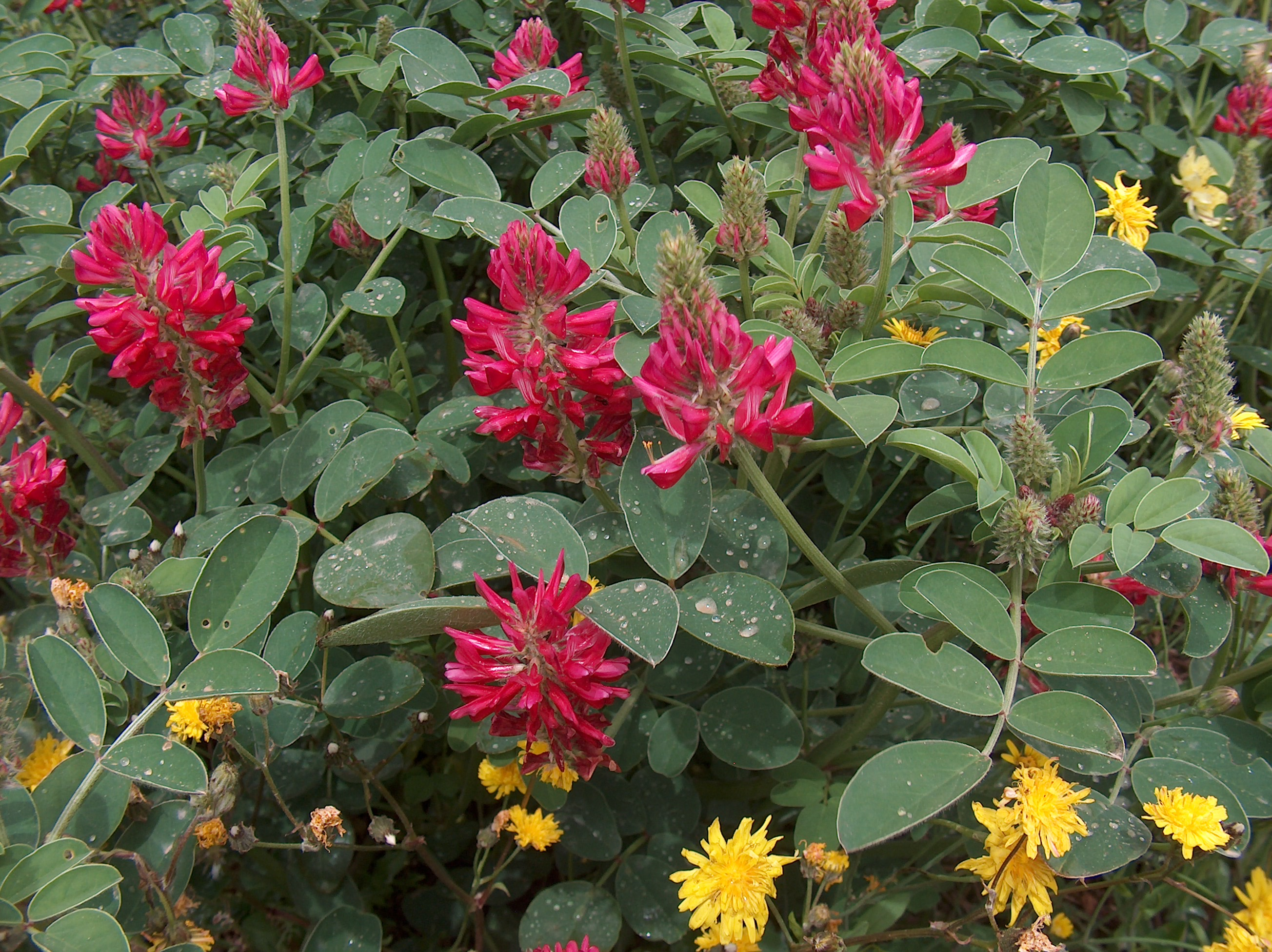
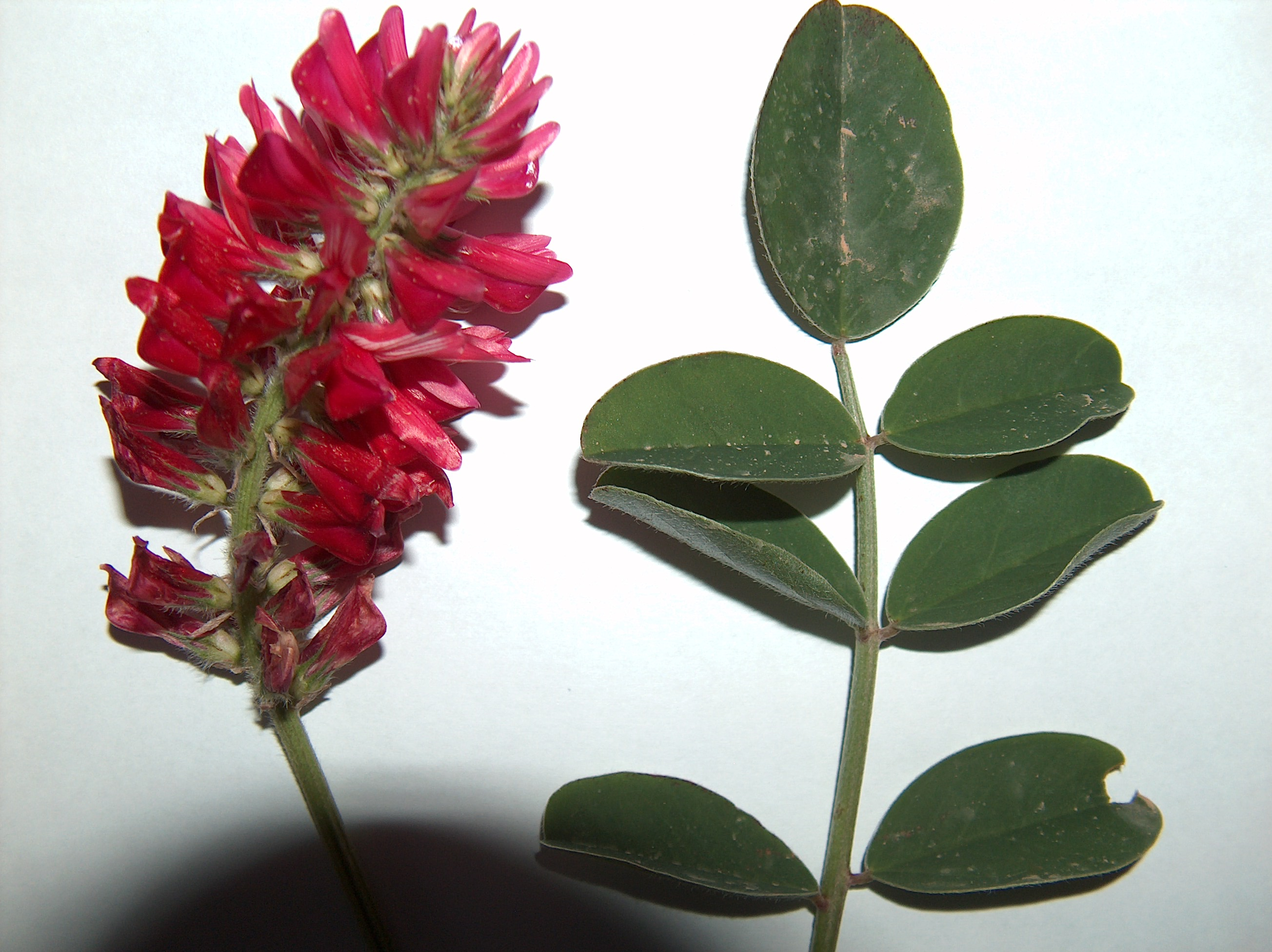
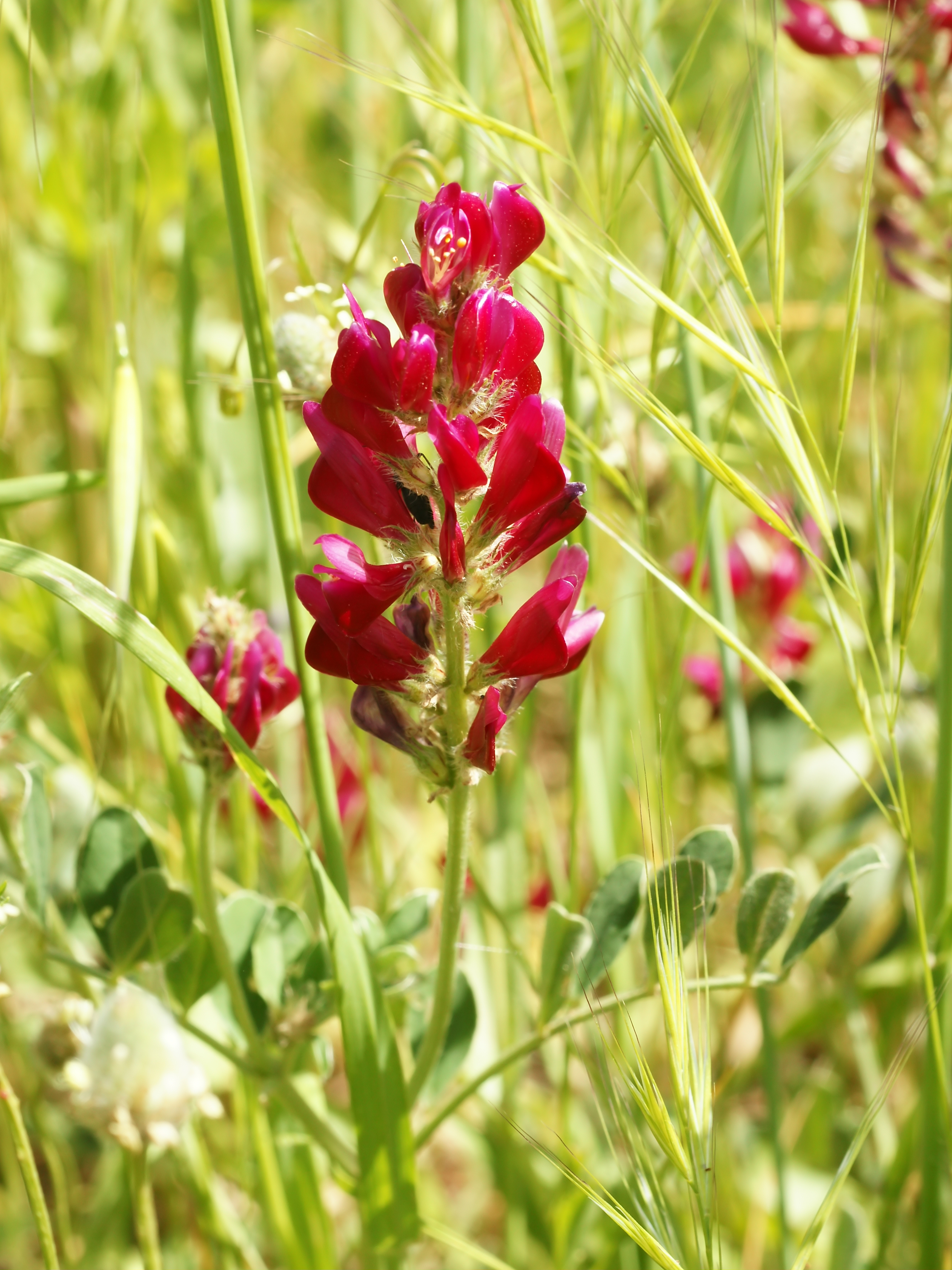
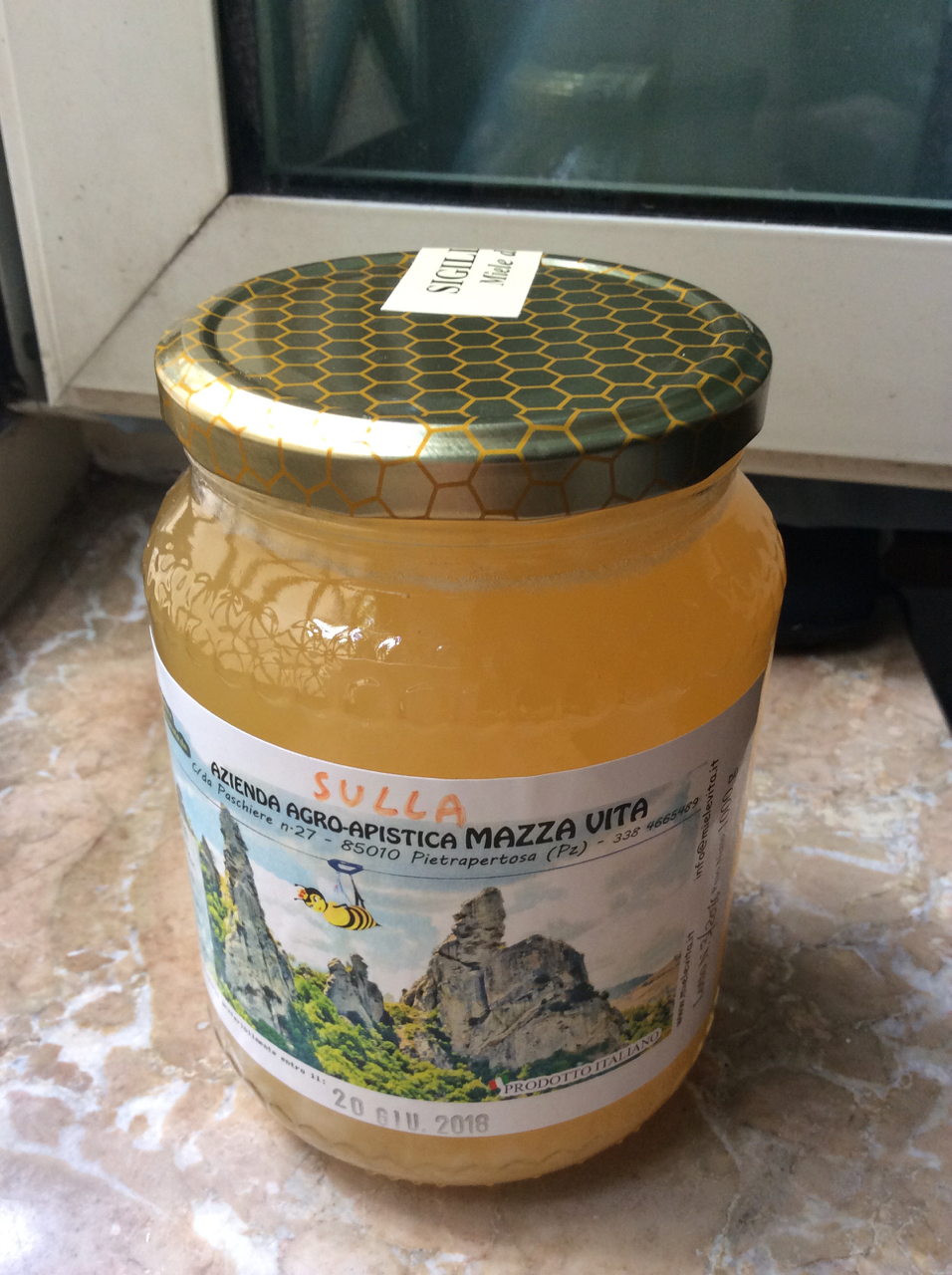
мед з рослини у Базилікаті